# Liga da Paternidade Voluntária
A Liga da Paternidade Voluntária (em inglês: Voluntary Parenthood League; sigla: VPL) foi uma organização que defendeu a contracepção durante o movimento pelo controle de natalidade nos Estados Unidos. A VPL era uma organização rival da Liga Americana de Controle de Natalidade de Margaret Sanger. A organização pressionou para mudar as leis anti-contracepção. Em 1925, a VPL se fundiu com a Liga Americana de Controle de Natalidade.